# کوهی شیوتا
کوهی شیوتا (انگلیسی: Kouhei Shiota؛ زادهٔ ۳۱ مارس ۱۹۹۰) بازیگر اهل ژاپن است.